# Горбунов, Евгений Иванович
Евгений Иванович Горбунов (1924, СССР — 7 августа 2001, Одесса) — советский футболист, нападающий. Тренер.
В 1947 году играл в команде II группы МВО. В 1948—1949 годах был в составе ЦДКА, провёл один матч — 26 июля 1948 года в игре против московского «Спартака» (0:2) на 70-й минуте заменил Михаила Дидевича. С 1950 года играл за ВМС, в 1953—1956 годах — за «Металлург» / «Пищевик» Одесса.
Тренер одесского «Черноморца» (1958—1960, 1963), Старший тренер «Волыни» Луцк (1961), «Урожая» Майкоп (1964), тренер «Дунайца» Измаил (1965), «Автомобилиста» Одесса (1966).